# Denver
Denver [ˈdɛnvɚ] ist die Hauptstadt und bevölkerungsreichste Stadt des US-Bundesstaates Colorado, gelegen am östlichen Fuß der Rocky Mountains. Denver war ursprünglich eine Goldgräbermetropole. Zum Zensus 2020 lebten 727.211 Einwohner in Denver. Denver ist zugleich City und County und bildet das Zentrum der Metropolregion Denver.
Denver liegt etwa eine Meile über dem Meeresspiegel (Markierung auf der 15. Stufe an der Westseite des Capitols) und wird daher auch Mile High City genannt. Der 105. westliche Längengrad passiert den Hauptbahnhof der Stadt, die Union Station. Denver ist die bevölkerungsreichste Stadt innerhalb eines 1.290 km (800 Meilen) großen Radius in den Mountain States. 2016 wurde Denver als der lebenswerteste Ort innerhalb der USA von U.S. News & World Report anerkannt.

## Klima
Denver hat wegen seiner Lage (1600 m) ein kontinentales Gebirgsklima mit teilweise starken Temperaturschwankungen und geringen Niederschlägen.
Im Winter ist es kalt, trocken und oft sonnig. Nachts sind Temperaturen unter −10 °C keine Seltenheit, mittags steigen sie auf über 0 °C. Gelegentlich ist Denver von Kaltlufteinbrüchen aus dem Norden betroffen, die Temperaturen bis unter −20 °C und starke Schneefälle mit sich bringen. Im Sommer wird es nachmittags mit 30 °C ziemlich heiß mit meist geringer Luftfeuchtigkeit. Nach Sonnenuntergang kühlt sich die Luft zügig ab.
Insgesamt erfährt die Stadt ca. 400 mm Niederschlag im Jahr mit einem Maximum im Frühling (April/Mai) und einem Minimum im Winter (Januar / Februar).
Die niedrigste je gemessene Temperatur liegt bei −34 °C und die höchste bei 40 °C.
|                       | Jan  | Feb  | Mär  | Apr  | Mai  | Jun  | Jul  | Aug  | Sep  | Okt  | Nov  | Dez  |   |       |
| Mittl. Tagesmax. (°C) | 6,2  | 8,1  | 11,2 | 16,6 | 21,6 | 27,4 | 31,2 | 29,9 | 24,9 | 19,1 | 11,4 | 6,9  | ⌀ | 17,9  |
| Mittl. Tagesmin. (°C) | −8,8 | −6,6 | −3,4 | 1,4  | 6,4  | 11,3 | 14,8 | 13,8 | 8,7  | 2,4  | −3,7 | −8,1 | ⌀ | 2,4   |
|                       |      |      |      |      |      |      |      |      |      |      |      |      |   |       |
| Niederschlag (mm)     | 12,7 | 14,5 | 32,5 | 43,4 | 61,0 | 45,5 | 48,5 | 38,4 | 31,5 | 24,9 | 22,1 | 16,3 | Σ | 391,3 |
|                       |      |      |      |      |      |      |      |      |      |      |      |      |   |       |
| Regentage (d)         | 2,9  | 3,5  | 6,1  | 5,7  | 7,4  | 5,6  | 6,4  | 5,9  | 4,6  | 3,7  | 3,8  | 3,6  | Σ | 59,2  |

| −8,8 |

| −6,6 |

| −3,4 |

| 1,4 |

| 6,4 |

| 11,3 |

| 14,8 |

| 13,8 |

| 8,7 |

| 2,4 |

| −3,7 |

| −8,1 |

| −8,8 |

| −6,6 |

| −3,4 |

| 1,4 |

| 6,4 |

| 11,3 |

| 14,8 |

| 13,8 |

| 8,7 |

| 2,4 |

| −3,7 |

| −8,1 |

## Geschichte
1856 kamen die ersten mexikanischen Goldgräber in das Gebiet der Cheyenne-Indianer. Als 1858 von einer anderen Gruppe Gold am South Platte River gefunden wurde, ging es mit der Region bergauf. Dies löste den Pikes Peak Goldrausch aus, Goldsucher drängten in die Region und es entstand eine erste bescheidene Siedlung, die allerdings schon bald wieder aufgegeben wurde. Als jedoch etwas weiter südlich, am Zusammenfluss von South Platte River und Cherry Creek mehr Gold entdeckt wurde, entstanden zwei neue Siedlungen: Auraria (jetzt der Unicampus) und St. Charles City. Kurze Zeit später gründete William H. Larimer Denver City und benannte sie nach James W. Denver, dem Gouverneur des damals zu Colorado gehörenden Kansas Territory. 1861 schlossen sich die Bewohner der Orte zu einer Stadt mit 6000 Einwohnern zusammen. Die gemeinsame Stadt trug den Namen Denver City.
Denver wurde am 7. November 1861 als Stadt anerkannt, wenige Monate nachdem das Colorado-Territorium gegründet wurde. 1863 wurde die Stadt durch einen verheerenden Brand zerstört und anschließend in solider Steinbauweise wieder aufgebaut. 1867 wurde Denver die Hauptstadt des Territoriums.
1868 wurde das römisch-katholische Apostolische Vikariat Colorado und Utah errichtet, das 1887 zum Bistum Denver wurde und 1941 zum Erzbistum Denver erhoben wurde. Hauptkirche ist die Kathedralbasilika der Unbefleckten Empfängnis (englisch Cathedral Basilica of the Immaculate Conception), die von 1902 bis 1912 errichtet und 1975 in das National Register of Historic Places als nationales Kulturdenkmal aufgenommen wurde.
1870 kamen die verschiedenen Eisenbahnlinien nach Denver; so die Denver Pacific und die Kansas Pacific and Colorado Central Railroads, was einen enormen wirtschaftlichen Aufschwung bewirkte. Weiter aufwärts ging es 1880, als in den Rocky Mountains Silber entdeckt wurde. Immer mehr Geschäftsleute siedelten sich an und Denver entwickelte sich zur „Queen City of the Plains“. 1890 war die Einwohnerzahl Denvers bereits auf über 100.000 angestiegen.
Im Jahre 1902 wurden City und County of Denver selbständig und lösten sich von Arapahoe County. Nach dem Ende der Silberbergwerke zu Beginn des 20. Jahrhunderts begann eine lange Zeit des wirtschaftlichen Niedergangs. 1918 war Denver eine der wenigen Städte, die während der Spanischen Grippe schnell und konsequent handelten; die dann jedoch die ergriffenen Maßnahmen aufgrund wachsenden wirtschaftlichen Drucks bereits am 11. November 1918 wieder aufhob. Die darauffolgende zweite Welle der Pandemie traf Denver überproportional härter. Denver wird seither als Negativbeispiel für die Folgen eines verfrühten Aufhebens epidemiologischer Schutzmaßnahmen herangezogen.
1976 hätten die Olympischen Winterspiele in Denver abgehalten werden sollen, doch der damalige Gouverneur Richard Lamm lehnte dies wegen der hohen Kosten ab und die Spiele wurden daraufhin in Innsbruck (Österreich) ausgetragen. Zu Beginn der 1980er waren es erneut Bodenschätze, diesmal vor allem Erdöl, die einen Boom einleiteten. Das Öl war es, das die Stadt reich machte und viele Bauprojekte ermöglichte. Im Jahr 1993 fand in Denver der VIII. Weltjugendtag statt.

## Demografie

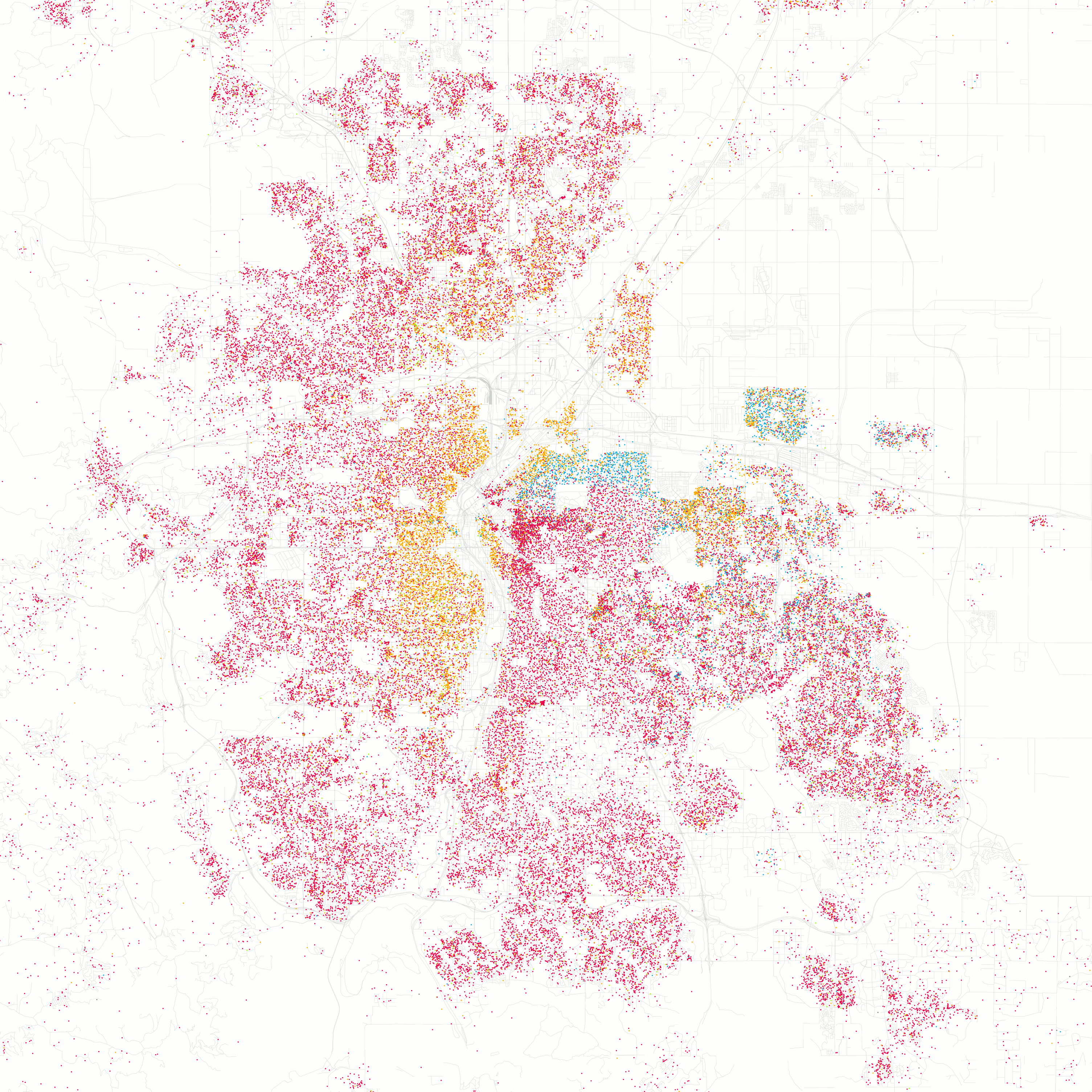
Darstellung der ethnischen Bevölkerungsverteilung in Denver im Jahr 2000. Weiß, Schwarz, Asiatisch, Latino.

Die Bevölkerung bestand laut dem Zensus von 2010 zu 52,2 Prozent aus Weißen und zu 10,2 Prozent aus Afroamerikanern; 3,4 Prozent waren asiatischer Herkunft. 31,8 Prozent der Bevölkerung waren Hispanics. Der Median des Einkommens je Haushalt lag 2015 bei 53.637 US-Dollar. 17,3 Prozent der Bevölkerung lebten unterhalb der Armutsgrenze.
|  |

## Bildungswesen

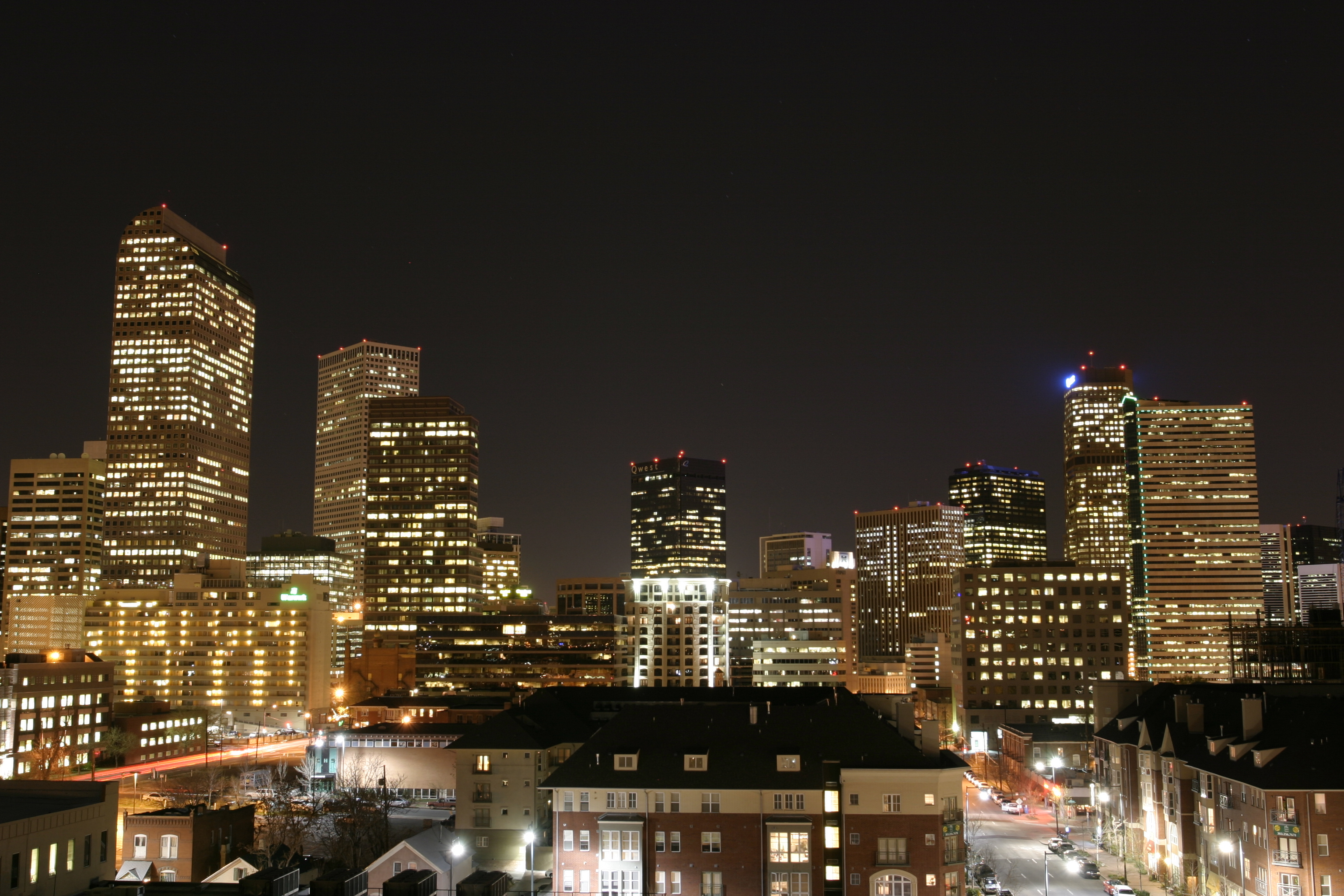
Skyline

Gemäß der Volkszählung 2010 haben 86,1 % der Einwohner Denvers im Alter von mindestens 25 Jahren einen High-School-Abschluss, was ungefähr dem Durchschnitt der USA entspricht. 45,0 % der Einwohner über 25 weisen einen Bachelor-Abschluss auf, was deutlich über dem Landesdurchschnitt von 29,8 % liegt.

### Öffentliche Schulen
Die öffentlichen Schulen (Public Schools) werden durch die Denver Public School verwaltet. Sie verwalten derzeit 73 Grundschulen, 15 Sonderschulen, 17 Middle Schools, 14 Highschools sowie 19 sogenannte Charter Schools.

### Weiterführende Bildungsstätten
Folgende Universitäten und Colleges befinden sich innerhalb der Stadtgrenze von Denver:
- University of Denver
- Metropolitan State College of Denver
- University of Colorado Denver
- Johnson & Wales University
- Regis University
- Community College of Denver
- Art Institute of Colorado
- CollegeAmerica in Denver
- Denver Automotive & Diesel College
- Heritage College
- National American University in Denver
- Westwood College Of Technology
- Yeshiva Toras Chaim Talmudical Seminary

## Partnerstädte
Mit Denver sind zehn Städte durch Partnerschaften verbunden:
- Aksum, Äthiopien
- Brest, Frankreich
- Chennai, Indien
- Cuernavaca, Mexiko
- Karmi’el, Israel
- Kunming, China
- Nairobi, Kenia
- Potenza, Italien
- Takayama, Japan
- Ulaanbaatar, Mongolei

## Sport
Denver hatte und hat viele erfolgreiche Sportvereine, die auch national von Bedeutung sind.
Aktuell:
- Denver Broncos (American Football), seit 1960 in der National Football League
- Denver Nuggets (Basketball), seit 1967 in der National Basketball Association
- Denver Barbarians (Rugby), seit 1967 im Pacific Rugby Premiership
- Colorado Rockies (Baseball), seit 1993 in der Major League Baseball
- Colorado Avalanche (Eishockey), seit 1996 in der National Hockey League
- Colorado Rapids (Fußball), seit 1996 in der Major League Soccer
- Colorado Mammoth (Lacrosse), seit 2003 in der National Lacrosse League

Historisch:
- Denver Bears früheres Minor League (AAA) Baseball-Team (1948–1992)
- Denver Zephyrs vormals Denver Bears (1992 umgezogen nach New Orleans)
- Denver Spurs früheres World Hockey Association-Team (1975–1976)
- Colorado Rockies früher in der National Hockey League (1976–1982); jetzt bekannt als New Jersey Devils
- Denver Gold früheres United States Football League-Team (1983–1985)
- Denver Dynamite früheres Arena Football League-Team (1987, 1989–1991)
- Colorado Crush früheres Arena Football League-Team (2003–2008)
- Denver Grizzlies früheres International Hockey League-Team (1994–1995)

## Wirtschaft und Infrastruktur

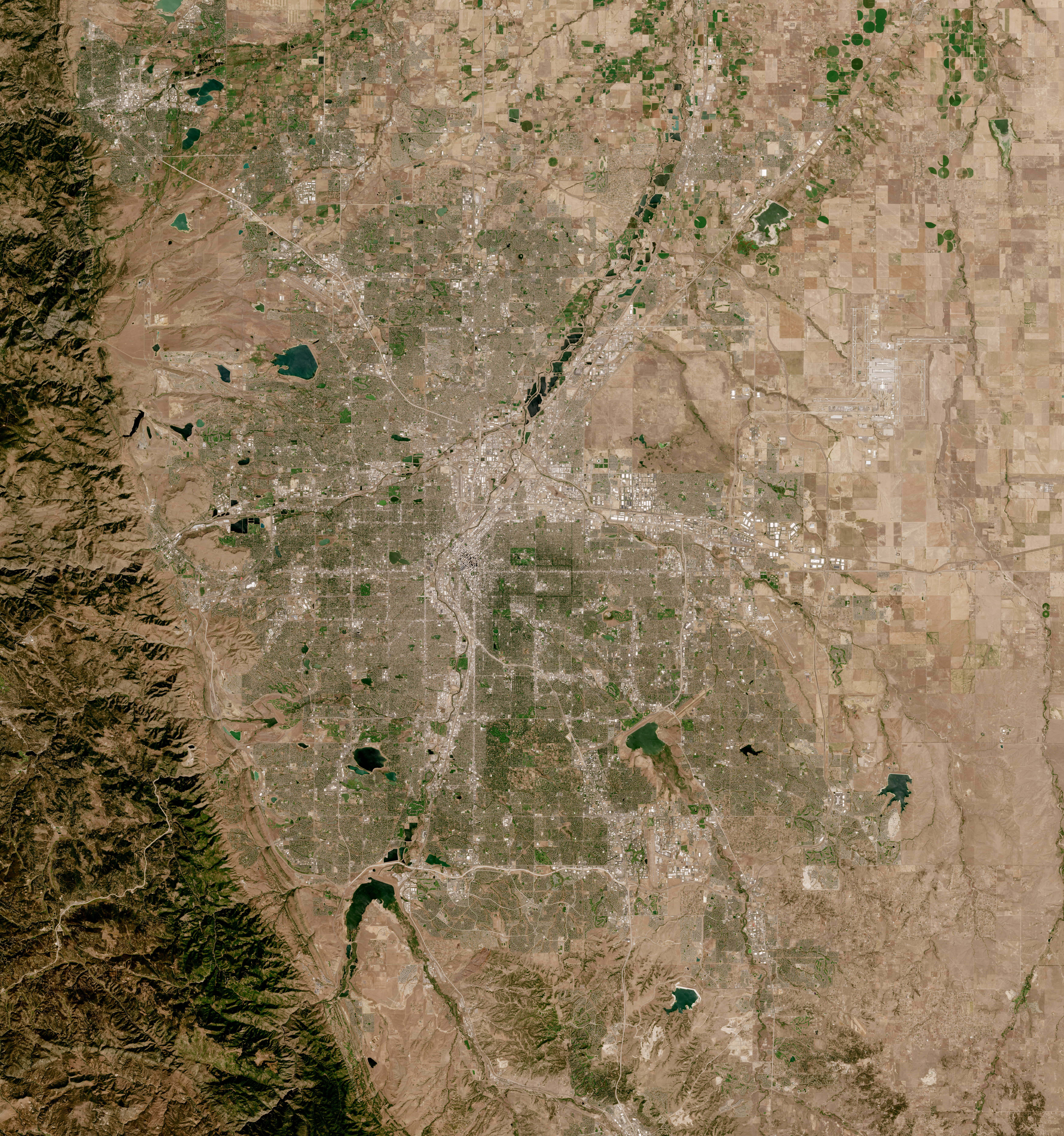
Satellitenaufnahme

Die Metropolregion von Denver erbrachte 2016 eine Wirtschaftsleistung von 198,0 Milliarden US-Dollar und belegte damit Platz 18 unter den Großräumen der USA. Die Arbeitslosenrate in Denver betrug 2,3 Prozent und lag damit deutlich unter dem nationalen Durchschnitt von 3,8 Prozent (Stand: März 2018).
Wegen der Nähe zu den Rocky Mountains ist Denver traditionell Sitz zahlreicher Bergbauunternehmen. Weitere wichtige Branchen sind Energieversorgung und Logistik. Darüber hinaus ist Denver Sitz einiger Telekommunikationsunternehmen, darunter war Qwest, einer der größten Anbieter von Ferngesprächen, der 2011 von CenturyLink mit Sitz in Louisiana übernommen wurde.
In Denver ist die Zentrale der Fluggesellschaft Frontier Airlines beheimatet. Weitere ortsansässige Unternehmen sind das Investmentunternehmen ProLogis, Airwalk, das Goldbergbauunternehmen Newmont Mining
oder das Immobilienmaklernetzwerk RE/MAX.
| Arbeitgeber                                        | Anzahl Arbeitnehmer |
| -------------------------------------------------- | ------------------- |
| City und County Denver                             | 13.584              |
| Denver Public School District #1                   | 12.693              |
| State of Colorado                                  | 10.686              |
| Denver Health and Hospital Authority               | 9.502               |
| United Airlines                                    | 7.230               |
| HealthOne                                          | 4.592               |
| University of Denver                               | 4.548               |
| Landwirtschaftsministerium der Vereinigten Staaten | 4.496               |
| Southwest Airlines                                 | 4.247               |
| ADP Total Source                                   | 2.535               |

### Verkehr
In Denver kreuzen sich die Highways I-25 und I-70. Das Stadtbahnnetz der Stadt besteht aus sechs Linien mit 36 Stationen (Denver Light Rail), das durch zahlreiche Buslinien ergänzt wird. Im Mai 2019 wurde das größte Ausbauprogramm seit einem Jahrzehnt mit dem Namen FasTracks eröffnet. Es beinhaltet die Elektrifizierung mehrerer Bahnstrecken ab Denver Union Station für den Vorortverkehr.
Gemessen an der Fläche ist der 1995 eröffnete und im Nordosten der Stadt gelegene internationale Denver International Airport (DEN) der größte Flughafen der USA und einer der größten Flughäfen der Welt. Hinsichtlich des Passagieraufkommens war der Flughafen im Jahr 2016 mit 58.266.515 beförderten Fluggästen der sechstgrößte in den USA; weltweit liegt er damit auf Platz 19. Ein weiterer Flughafen ist der im Umland von Denver gelegene Centennial Airport, ein stark frequentierter Flughafen für die allgemeine Luftfahrt (General Aviation).
Im Schienenfernverkehr ist Denver über die Amtrak-Verbindung California Zephyr an Chicago und Oakland angebunden.

### Medien
Mehrere Radiosender (KOSI u. a.) und Fernsehstationen senden aus der Stadt. KLZ, eine der ältesten Stationen der USA sendet seit 1922 aus Denver. Seit 1924 sendet KOA, die ehemalige Station von General Electric aus der Stadt.

### Legalisierung von Marihuana
Aufgrund liberaler Gesetzgebung im Bundesstaat Colorado ist der seit Jahresbeginn 2014 erlaubte Besitz und Verkauf von Marihuana und THC-haltigen Waren für den privaten Verbrauch zu einem erheblichen Marktfaktor in Denver geworden. Die in Denver erworbenen Marihuana-Produkte dürfen jedoch nicht straffrei in andere amerikanische Bundesstaaten mit strengerer Drogengesetzgebung importiert werden.

## Sehenswürdigkeiten

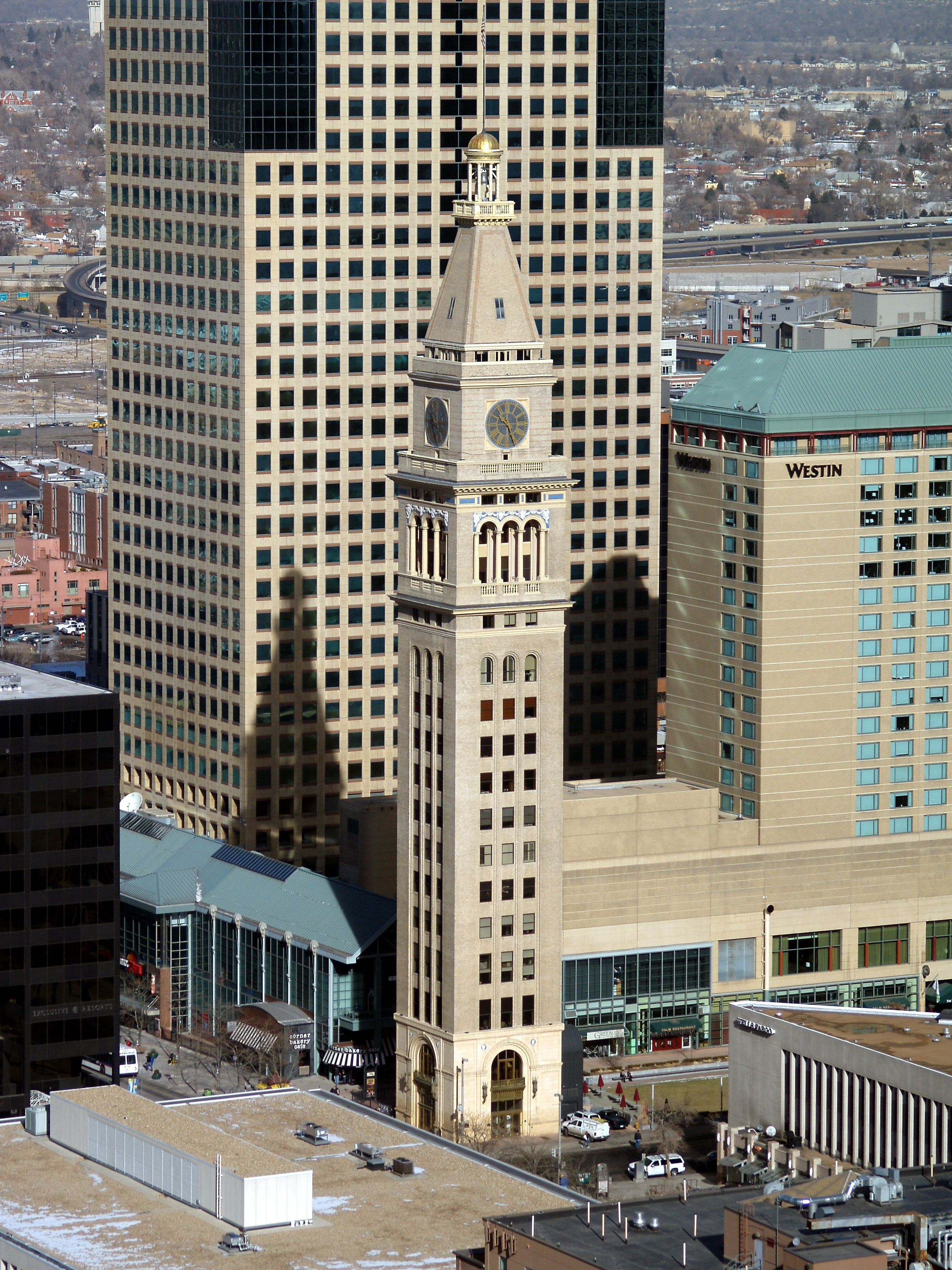
Daniels & Fisher Tower, Downtown (2009). Dieses 1911 fertiggestellte Hochhaus hat den Markusturm in Venedig zum Vorbild und wurde im Dezember 1969 in das NRHP eingetragen.

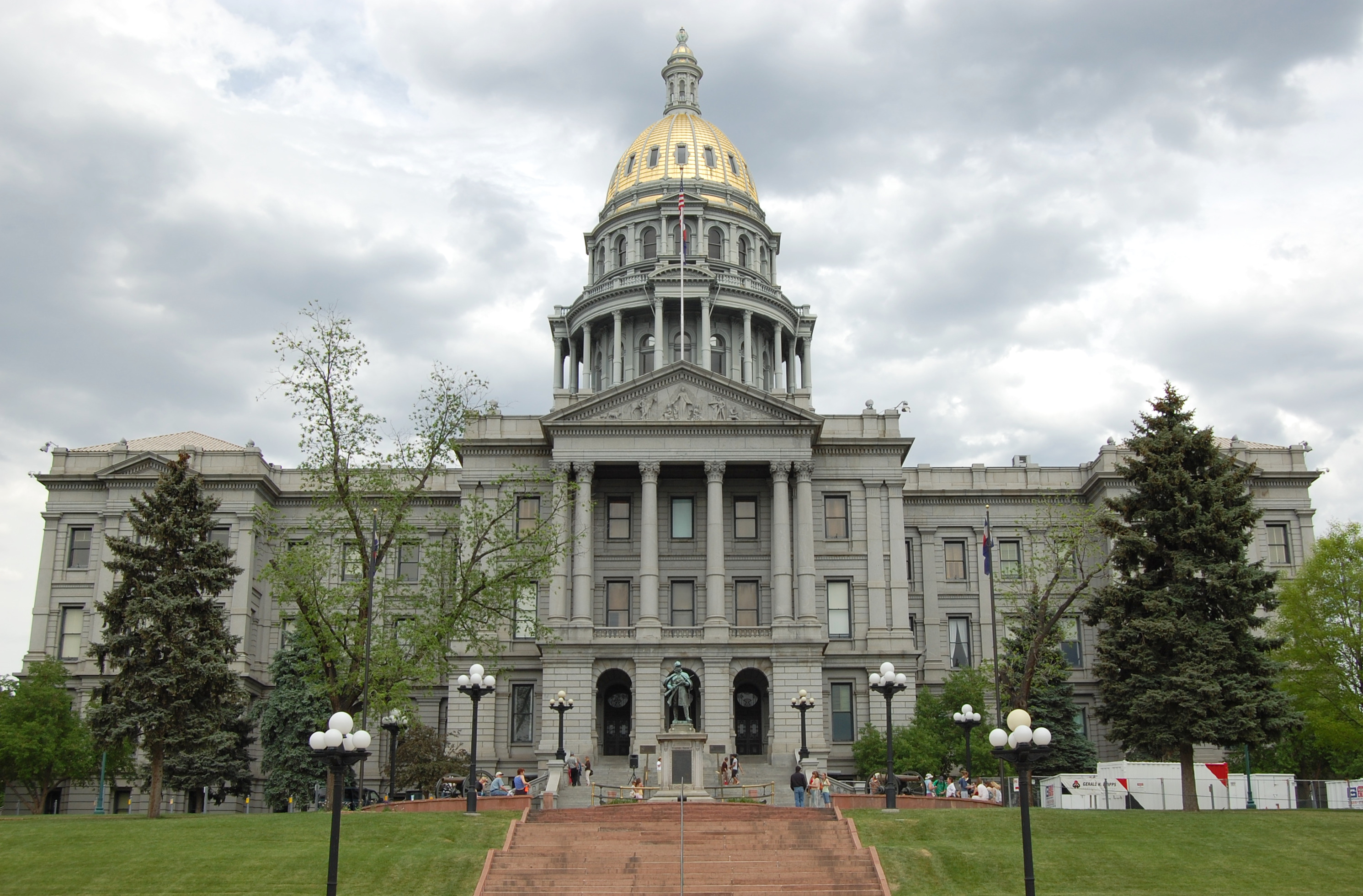
Colorado State Capitol (2007). Das Capitol von Colorado liegt im Civic Center Historic District, der seit Oktober 2012 als ein National Historic Landmark zählt.

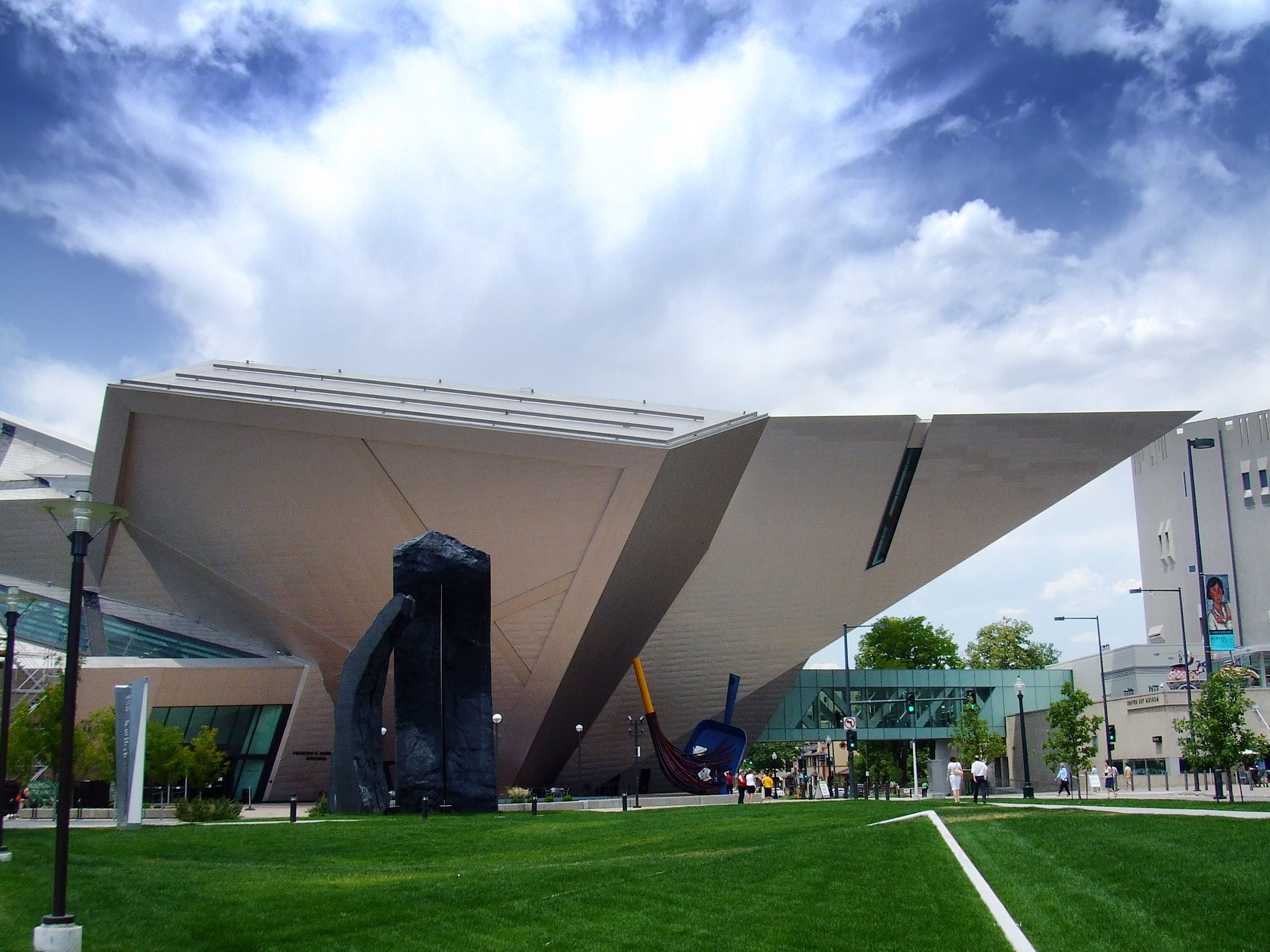
Denver Art Museum (2007)

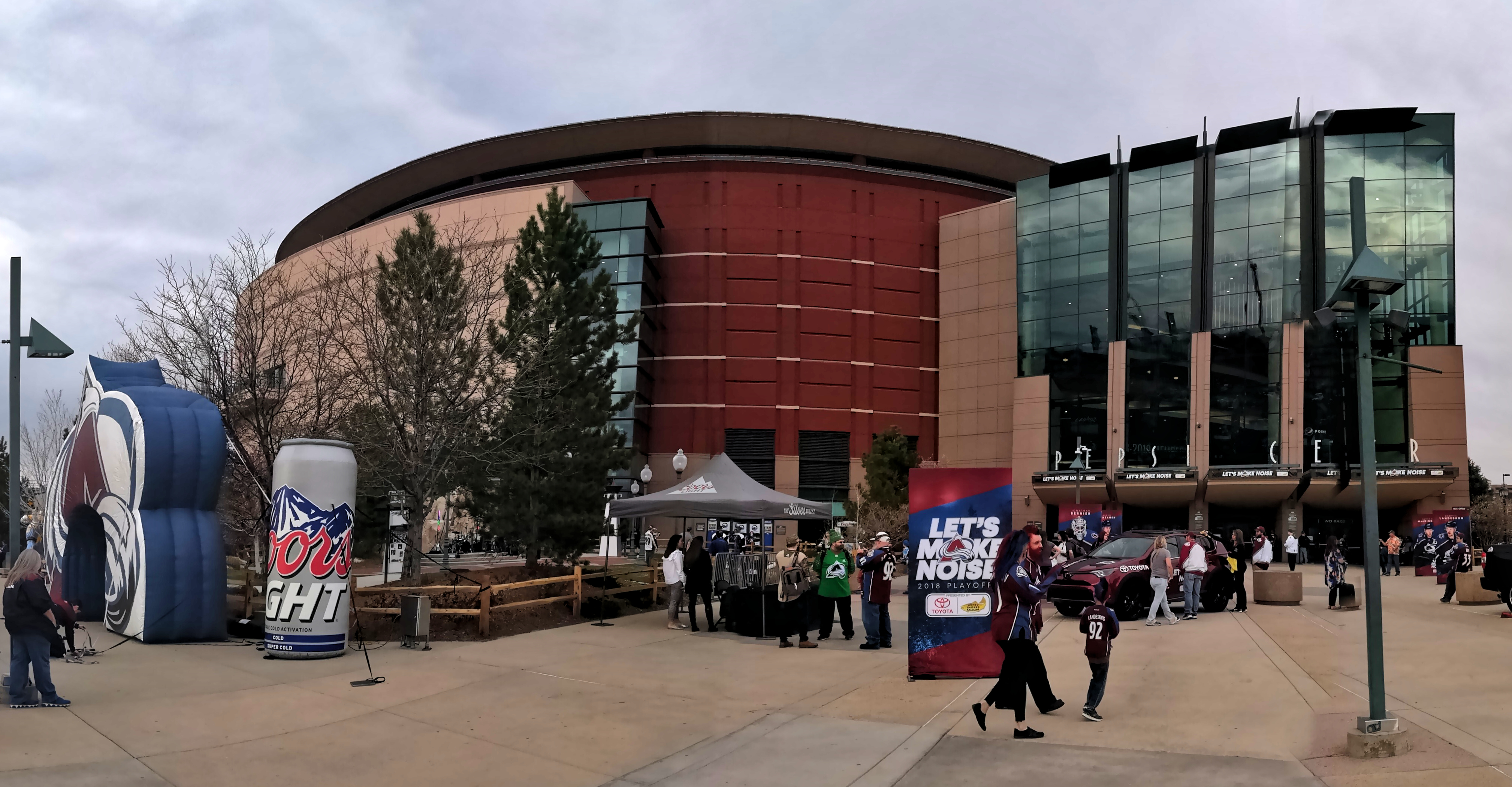
Das Pepsi Center

Insgesamt 305 Bauwerke, Stätten und historische Bezirke (Historic Districts) in Denver sind im National Register of Historic Places („Nationales Verzeichnis historischer Orte“; NRHP) eingetragen (Stand 29. August 2022), wobei der Civic Center Historic District, zu dem das Colorado State Capitol gehört, den Status eines National Historic Landmarks („Nationales historisches Wahrzeichen“) hat.
Diese liegen in 48 der 78 offiziellen Stadtteile Denvers. 43 Einträge entfallen auf den Westen Denvers, westlich des South Platte Rivers. Östlich des Flusses verfügt der Nordosten Denvers nördlich der Sixth Avenue 67 Einträge, der Südosten Denvers weist 41 Einträge auf. Hinzu kommen die 141 Einträge in der aus den Stadtteilen Capitol Hill, Central Business District, Civic Center, Five Points, North Capitol Hill und Union Station bestehenden Downtown. (Fünf dieser Einträge liegen in zwei oder drei dieser Regionen der Stadt.)
- Brown Palace Hotel, das älteste Hotel der Stadt
- Central Presbyterian Church, im Stil des Richardsonian Romanesque
- Trinity United Methodist Church
- City and County Building Denver, das Rathaus der Stadt
- Buckhorn Exchange, das älteste Restaurant, ein historisches Western-Steakhaus
- Children’s Museum of Denver, Museum für Kinder zum Mitmachen mit Live-Theater und Fernsehstudio (2121 Children’s Museum Drive)
- Clyfford Still Museum
- Colorado State Capitol, Sitz des Gouverneurs und des Parlamentes des Bundesstaates Colorado. Eine Plakette auf den Stufen vor dem Capitol zeigt die Höhe von einer Meile über dem Meeresspiegel.
- Colorado History Museum, die Geschichte Colorados von der ersten Besiedelung bis heute mit einem Modell von Denver im Jahre 1860 und einer Multimedia-Show (1300 Broadway)
- Confluence Park
- Denver Art Museum, größtes Kunstmuseum zwischen Kansas und der Westküste mit bedeutenden Sammlungen indianischer, präkolumbischer, moderner und zeitgenössischer Kunst (100 West 14th Avenue Parkway)
- Denver Botanic Gardens (1005 York Street)
- Daniels & Fisher Tower, 1910 nach dem Vorbild des Turmes am Markusplatz in Venedig erbaut und zu dieser Zeit das höchste Gebäude westlich des Mississippi River
- Denver Museum of Nature & Science mit Planetarium und dem größten IMAX-Theater der Welt (über vier Etagen) (2001 Colorado Boulevard)
- Denver Performing Arts Complex (PLEX), neun Theater mit über 10.000 Sitzplätzen unter einem Dach
- Denver Zoo (2300 Steele Street)
- Denver Aquarium (Downtown)
- Four Mile House, ein wichtiger Stopp auf dem Cherokee Trail und das älteste Stadtgebäude
- The Molly Brown House Museum: Molly Brown, eine Überlebende des Untergangs der Titanic, war eine wichtige Persönlichkeit in der Gesellschaft Denvers zur Jahrhundertwende. Ihre Lebensgeschichte diente später als Vorlage für das Broadway-Musical The Unsinkable Molly Brown. (1340 Pennsylvania Street)
- Ocean Journey, das größte Aquarium (Süß- und Salzwasser) zwischen Chicago und der Westküste (700 Water Street)
- Richthofen Castle, ein Schloss, das vom Onkel des Roten Barons der Union Station Eisenbahngesellschaft erbaut wurde.
- Elitch Gardens Theme Park, 1995 erbauter Freizeitpark mit über 40 Fahrgeschäften, Restaurants und Entertainment-Programmen (Speer Blvd.)
- United States Mint, eine der vier Münzanstalten in den USA (West Colfax / Cherokee Street)

Weitere Attraktionen:
- Coors Field (Baseballstadion der Colorado Rockies)
- Broncos Stadium at Mile High (Stadion der Denver Broncos)
- Ball Arena (Stadion der Colorado Avalanche und der Denver Nuggets)
- Dick’s Sporting Goods Park (Stadion der Colorado Rapids)